# EVA Air
EVA Air (長榮航空T, 长荣航空S, chángróng hángkōngP) è una compagnia aerea maggiore privata taiwanese del Gruppo Evergreen che ha per hub l'Aeroporto di Taipei-Taoyuan e basi l'Aeroporto di Kaohsiung, sempre nello stato di Taiwan, e l'Aeroporto di Bangkok-Suvarnabhumi, in Thailandia.

## Storia

### Gli inizi
Nel settembre del 1988, durante il ventesimo anniversario della Evergreen Marine, il fondatore del Gruppo Evergreen, Chang Yung-fa, annuncia che è intenzionato a fondare la prima compagnia aerea privata di Taiwan.

### Anni 1990: l'espansione

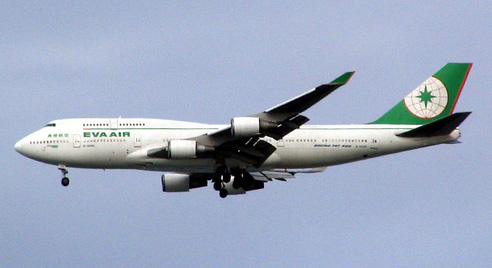
Boeing 747-400 EVA Air nella vecchia livrea (1991-2003)

Nel 1992, EVA Air ha ricevuto il primo dei Boeing 747-400 ordinati, e ha lanciato la sua classe Premium Economy, "Economy Deluxe", sui voli transpacifici effettuati con i 747 diretti a Los Angeles, a partire dal dicembre dello stesso anno. Nel 1993, EVA Air aggiunto voli per Seattle, New York, Bangkok e Vienna, operati sempre con 747-400.
Nel 1994, EVA Air è in grado di fornire un servizio regolare per 22 destinazioni in tutto il mondo, trasportando oltre 3 milioni di passeggeri all'anno. Nel 1995, la compagnia aerea ha un fatturato di US 1,05 miliardi di dollari, con un anno di anticipo rispetto al previsto.
Nell'aprile del 1995 sono iniziate le operazioni di EVA Air Cargo con voli cargo settimanali da Taipei a Singapore, Penang, San Francisco, New York e Los Angeles operati con un McDonnell Douglas MD-11. La flotta EVA Air Cargo è stata estesa a cinque aerei a dicembre dello stesso anno. In precedenza EVA Air Cargo operava con aerei passeggeri.
Nella metà degli anni 1990, EVA Air si espande nel mercato nazionale Taiwan acquistando azioni di Makung International Airlines, Gran China Airlines e Taiwan Airways. Il 1º luglio 1998, tutti e tre i vettori vennero uniti in un'unica compagnia chiamata UNI Air. UNI Air divenne la controllata nazionale intra-taiwanese di Eva Air, che opera voli a corto raggio dalla sua base a Kaohsiung, seconda città di Taiwan.

### Anni 2000: lo sviluppo

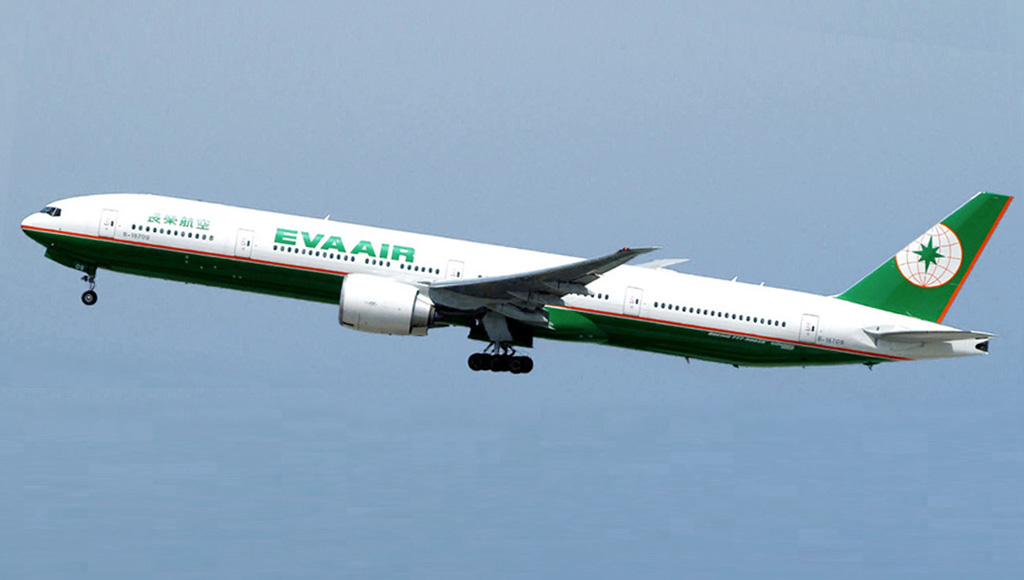
Boeing 777-300ER EVA Air in decollo all'aeroporto di Los Angeles

Nel 2000, EVA Air ha avviato il suo primo importante rinnovamento della flotta a lungo raggio. La compagnia aerea è diventato il cliente di lancio per il Boeing 777-300ER, ordinando quattro aerei più otto opzioni. Allo stesso tempo, la compagnia aerea posto tre ordini di Boeing 777-200ER. Nel gennaio 2001, EVA Air ha ordinato il suo primo velivolo Airbus, l'A330-200. I Boeing 777 sono stati destinati per gli Stati Uniti e l'Europa, mentre l'Airbus A330-200 sono stati destinati alle rotte asiatiche.
Nel 2004, EVA Air ha trasformato le otto opzioni per i Boeing 777-300ER in ordini firmati. Il primo Boeing 777-300ER è entrato in servizio nel luglio 2005. Con l'arrivo dei nuovi Boeing 777, EVA Air ha avviato un rinnovamento globale degli interni, introducendo poltrone completamente reclinabili nella sua nuova classe Premium Laurel.
Nel 2005 EVA Air e le compagnie associate hanno in complesso 5.098 impiegati.

### Sviluppi recenti

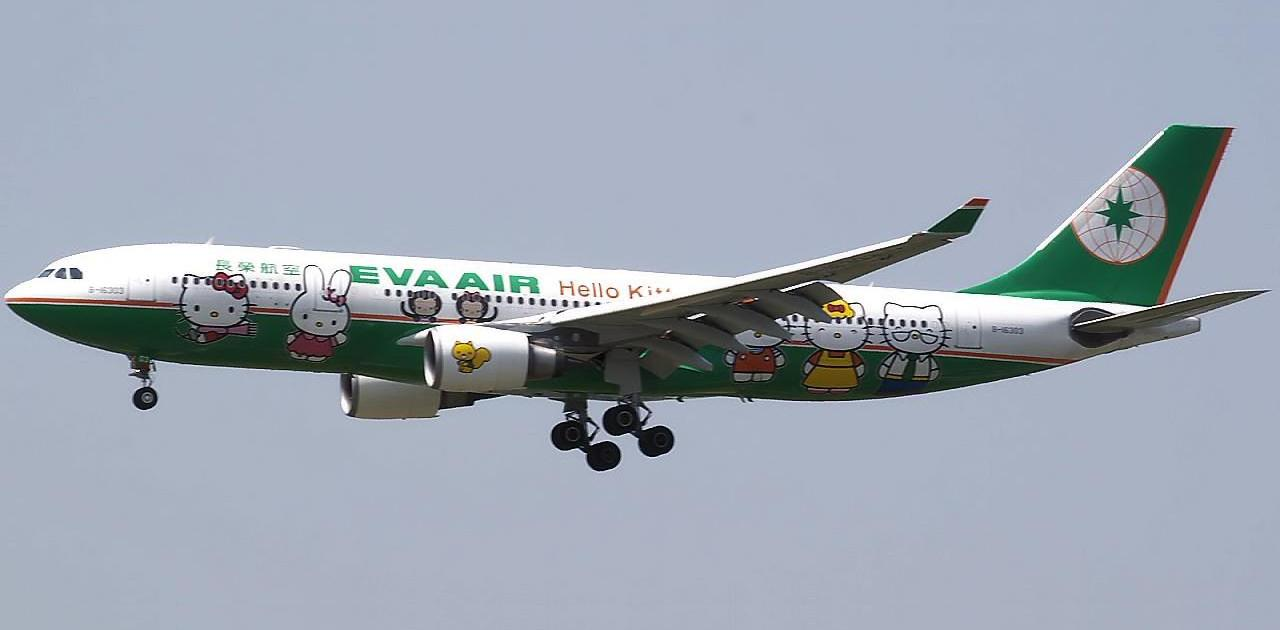
Airbus A330-200 EVA Air nella livrea speciale di Hello Kitty in atterraggio

Nel 2007, EVA Air ha annunciato un non stop del servizio dei voli da Taipei verso Newark operati con il nuovo aereo Boeing 777-300ER. Allo stesso tempo, la compagnia aerea ha ritirato il servizio passeggeri da Taipei a Parigi che ripreso il 21 gennaio 2009 con frequenza trisettimanale. Nel 2008, la compagnia aerea ha inoltre annunciato la sospensione dei servizi verso Auckland. Il vettore ha inoltre aumentato i voli diretti verso la Cina, dopo l'avvio di voli charter settimanali nel luglio 2008 a seguito di modifiche ai contratti di viaggio.
Per il periodo 2007-2008, EVA Air ha dovuto affrontare l'improvviso aumento del 34% del prezzo del carburante, che ha contribuito a perdite di 2.007 milioni di dollari. Nel mese di agosto 2008, EVA Air ha registrato una perdita trimestrale secondo a causa di un aumento dei costi del carburante. In risposta, le misure della compagnia attuate per risparmiare i costi, hanno incluso le riduzioni degli orari di volo e aumenti delle tasse. All'inizio del 2008, l'ufficio affari EVA Air in California ha annunciato una forte riduzione del personale,di cui oltre la metà non avrebbe più lavorato dal maggio dello stesso anno.
EVA Air nel 2007 ha trasportato 6,2 milioni di passeggeri e ha 4.800 impiegati ad aprile 2008. Nel 2008, EVA Air Elite, ha ricevuto il "Best Premium Economy Class" premio annuale Skytrax delle migliori compagnie aeree mondiali. Nel 2010, EVA Air pubblicato una notizia sul proprio servizio di avvicinamento a Toronto; servizio che ha avuto inizio il 29 marzo 2010. Nel mese di agosto 2010, EVA Air è stata nominata nell'elenco della top 10 delle compagnie aeree internazionali nella rivista Travel+Leisure. Nel novembre 2010, EVA Air ha iniziato i voli non-stop tra l'aeroporto di Taipei-Songshan e l'aeroporto di Tokyo-Haneda.

## Identità aziendale

### EVA Air Cargo

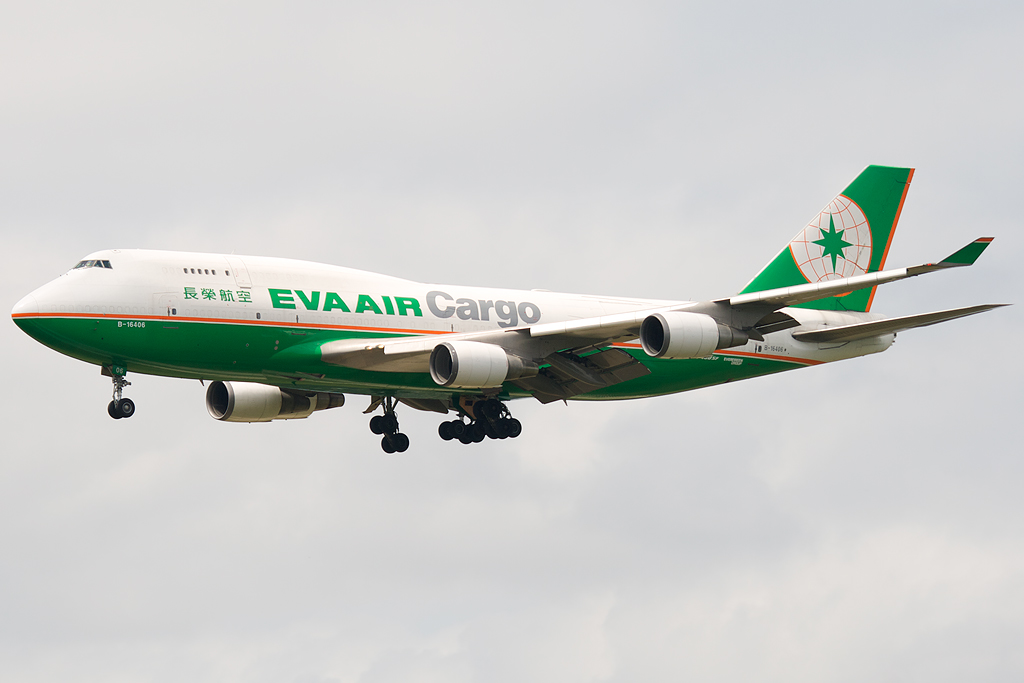
Boeing 747-400F EVA Air Cargo nella livrea attuale presente dal 2002

L'EVA Air Cargo è una società di Taiwan consociata dell'EVA Air che appartiene al Gruppo Evergreen. È stata fondata insieme alla divisione passeggeri della compagnia, nel 1989 e opera in Asia, Europa e Nord America.
Le operazioni di carico si sono diversificate per includere il trasporto di apparecchiature ad alta tecnologia, articoli culturali di estrema importanza come le opere d'arte da museo e gli animali vivi. EVA Air ha dichiarato l'obiettivo di una ripartizione del 50/50 dei ricavi tra il settore passeggeri e quello cargo. Le operazioni di carico della compagnia aerea sono gestiti principalmente attraverso una flotta di Boeing 747-400, MD-11 cargo dedicati, aeromobili Boeing 747-400 Combi e lo spazio di carico sugli aerei passeggeri.
A seguito della costituzione della sua flotta A330 e l'introduzione dei B777 a lungo raggio, la compagnia ha trasformato alcuni dei suoi Boeing 747-400 passeggeri a cargo per soddisfare le esigenze del mercato. EVA Air Cargo ha aperto centri cargo a Bruxelles nel 2003 e a Hong Kong nel 2006.
A partire dal 2007, EVA Air Cargo effettua 43 voli cargo alla settimana per Londra, Vienna, Bruxelles, gli Stati Uniti tra cui Los Angeles, Dallas/Fort Worth, Chicago, Atlanta e New York. Il vettore ha anche code-sharing con compagnie aeree internazionali tra cui Air Nippon (una controllata di All Nippon Airways), British Airways World Cargo, Austrian Airlines e Lufthansa Cargo.
Negli ultimi anni, la compagnia ha concentrato la sua attività cargo in Nord America esclusivamente sulle rotte point-to-point. Nel 2004, EVA Air Cargo è stata classificata tra le prime 10 più grandi società di trasporto aereo di merci. Il magazine Air Cargo World ha classificato EVA Air Cargo sesta su 50. Nel 2008, EVA Air ha gestito il trasporto di due panda cinesi che ha donato come regalo allo zoo di Taipei.

## Destinazioni
Al 2022, Eva Air opera voli di linea verso Australia, Austria, Belgio, Cambogia, Canada, Cina, Filippine, Francia, Germania, Indonesia, Italia, Giappone, Malesia, Paesi Bassi, Regno Unito, Singapore, Stati Uniti, Sud Corea, Taiwan, Thailandia, Turchia e Vietnam.

### Accordi commerciali

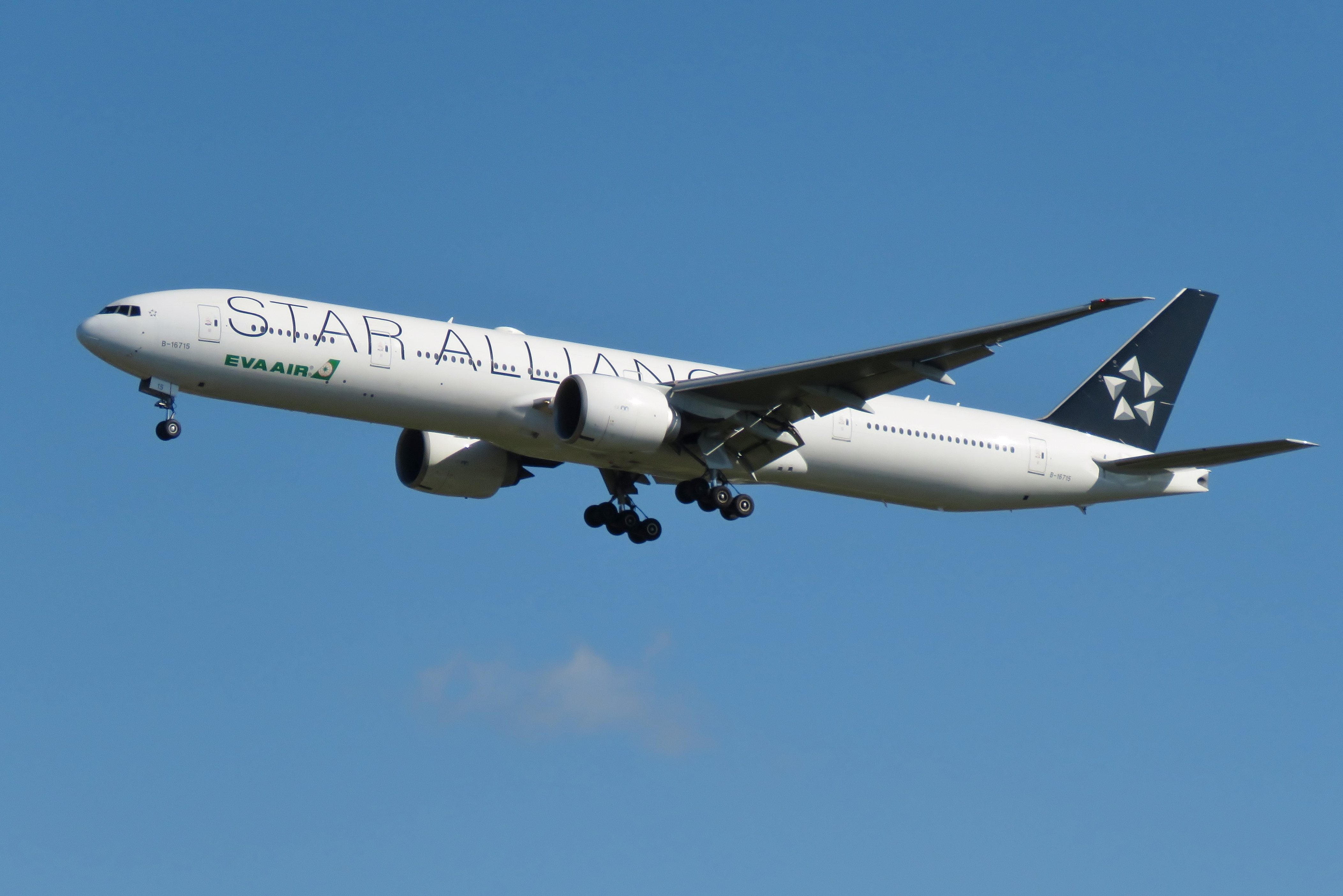
Un Boeing 777-300ER di Eva Air in livrea Star Alliance.

Al 2022 Eva Air ha accordi di code-share con le seguenti compagnie:
- Air Canada
- Air China
- Air India
- Air New Zealand
- All Nippon Airways
- Asiana Airlines
- Avianca
- Bangkok Airways
- Copa Airlines
- Hainan Airlines
- Hong Kong Airlines
- Juneyao Air
- Shandong Airlines
- Shenzhen Airlines
- Singapore Airlines
- Thai Airways International
- Turkish Airlines
- Uni Air
- United Airlines

### Alleanze
Nel giugno 2013 Eva Air è entrata a far parte di Star Alliance.

## Flotta

### Flotta attuale
A gennaio 2024 la flotta di EVA Air è così composta:

### Flotta storica
EVA Air operava in precedenza con i seguenti aeromobili:

## Incidenti
Ad oggi, EVA Air non ha avuto perdite di aeromobili o vittime tra i passeggeri nella sua storia operativa. Il 21 gennaio 2021, EVA Air è classificata al sesto posto per sicurezza dopo Qantas e altre cinque compagnie aeree da cntraveler.com. Nella classifica JACDEC Airline Safety Ranking 2018, EVA Air si è classificata al 15º posto su 100 tra le principali compagnie aeree. Il 2 aprile 2019, EVA Air è stata votata terza migliore compagnia aerea al mondo secondo le classifiche Travellers Choice di Trip Advisor, preceduta solo da Singapore Airlines e Qatar Airways.